# Samson Kisekka
 (décembre 2019).
Si vous disposez d'ouvrages ou d'articles de référence ou si vous connaissez des sites web de qualité traitant du thème abordé ici, merci de compléter l'article en donnant les références utiles à sa vérifiabilité et en les liant à la section « Notes et références ».
Samson Kisekka, né le 22 juin 1912 à Kampala et mort le 25 octobre 1999 à Londres, est un homme politique ougandais
Il fut le premier ministre de son pays du 30 janvier 1986 au 22 janvier 1991 sous la présidence de Yoweri Museveni.